# 不一样的美男
《不一样的美男》（英語：Lady Boy Friends）是泰国的校园题材电视剧，由伍迪·古叻瓦（Wuddy Kullawas）执导，于泰国时间2015年2月14日在Bright TV频道首播。在中国由天府泰剧译制，上海乐泰文化传媒代理。
第2季于2015年9月19日播出。

## 剧情简介
该剧以泰国外府的一所重点高级中学“古叻瓦第一学院学校”（简称）为背景，讲述的是来自泰国全国各地的学生和跨性別者之间发生的故事。一个新学期的开始，学校计划创建一个实验班，高一13班属于特殊班级；该班共有12名男生和8名跨性別者。

## 演员表

### 男生组
| 演员                                                       | 角色                | 备注                                                          |
| 乍格拉攀·披他班触（จักรพันธ์ พิทักษ์บ้านโจด） Jakkapan Pitakbanjod (Diw)           | Peet（พีท）            | 班長，喜欢回忆从前；很有规矩和纪律，父亲是一名高级警官。      |
| 他那通·拉达那戈蒙（ธนาธร รัตนโกมล） Tanatorn Ratanakomol (Nack)          | Frank（แฟรงค์）           | 具有双重人格。與Tiw、Wut三角關系。                            |
| 阿蒙特·西渊（อมรเทพ ศรีเวียง） Amornthep Sriwiang (Earn)                  | Jet（เจ็ท）             | 内心敏感的孩子。                                              |
| 差亚通·丘参（ชยธร เชี่ยวชาญ） Chayatorn Chiocharn (Snacky)               | New（นิว）             | 活泼开朗、爱笑、乐观的孩子。                                  |
| 吉沙功·革素拉农（กฤษกร เกียรติสุรนนท์） Kitsakorn Kiatsuranont (Non)           | Tiw（ติว）             | 拥有多重性格的少年，與Frank、Wut三角關系。                    |
| 蓬瓦差拉·敖当吉则伦（พลวัชร โง้วตั้งกิจเจริญ） Ponlawat Ngoetangkitchalern (Waii) | Wut（วุฒิ）             | 有自信和人格的人。與Frank、Tiw三角關系。                      |
| 哈利·乌叻（ฮาลิส อุลล่าห์） Halis Aulla (Halis)                          | Max（แม็กซ์）             | 班上最矮的同学，经常被朋友作弄。后被转学。                    |
| 格伦革·革素拉农（เกริกเกียรติ เกียรติสุรนนท์） Kirkkiat Kiatsuranont (Ham)            | Boss（บอส）            | 转学生，喜欢扮演坏男孩的风格。该角色最初由吉沙功·甘格通饰演。 |
| 沙甲那林·颂汶（ศักนรินทร์ สมบูรณ์） Saknarin Soomboon (Tou)                  | Mit（มิตร）             | 拥有双重性格，不太爱说话，时常帮助班长。                      |
| 提瓦功·古那颂（ทิวากร กุณาศล） Tiwakorn Kunasol (Meepooh)               | Ko（โก้）              | 乐于学习，喜欢新事物的人。                                    |
| 吉迪蓬·甘班通（กิตติพงศ์ กำปั่นทอง） Kittipong Gampanthong (Ink)              | Big（บิ๊ก）             | 雙胞胎弟弟                                                    |
| 吉迪沙·甘班通（กิตติศักดิ์ กำปั่นทอง） Kittisak Gampanthong (Eve)               | Nic（นิค）             | 雙胞胎哥哥                                                    |
| 他尼·猜翁（ธนิต ชัยวงษ์） Thanit Chaiwong (Tum)                        | Van（แวน）             | 从1班转班来的学生。                                           |
| 拉他那·乌他差（รัฐนันท์ อุทธชาติ） Rattanun Uttachat (Fluke)                | Toon（ตูน） (第二季)   |                                                               |
| 帕素提·革素蓬（ภาสวุฒิ เกียรติสุขพงศ์） Passawut Kiattisukpong (Bas)             | Ton（ต้น） (第二季)    | 和Chris感情不錯。                                             |
| 提那鲁巴功·孟迈（ธีนฤปกร ม่วงไม้） Teenarupakorn Muangmai (Yoyo)          | Ken（เคน） (第二季)    | 和Wut、Frank是好朋友。                                        |
| 帕差拉·触披讪（พชร โชคพิศาล） Prachara Chokhpisal (Bobby)              | Chris（คริสต์） (第二季)  | 和Ton感情不錯。                                               |
| 披差亚·蓬素（พิชญะ พร้อมสุข） Pichaya Promsuk (Fu)                       | Ruang（เรือง） (第二季)  | 雙胞胎弟弟                                                    |
| 蓬沙功·蓬素（พงศกร พร้อมสุข） Pongsakorn Promsuk (Fueng)                 | Rung（รุ่ง） (第二季)   | 雙胞胎哥哥                                                    |
| 沙哈拉·社提（สหรัฐ เศรษฐี） Saharat Settee (Rush)                      | Singha（สิงห์） (第二季) |                                                               |
| 那他功·道瓦他那吉（ณฐกร ดาววัฒธนกิจ） Natakron Daowattanakit (Pun)         | John（จอห์น） (第二季)   |                                                               |
| 阿提·布凯（อาทิตย์ บุญเขตร์） Artit Boonket (Champ)                        | Noom（หนุ่ม） (第二季)   |                                                               |
| 他南·格那（ฐานันด์ เกิดนาค） Thanan Kerdnak (Chang)                       | Seua（เสือ） (第二季)   | 愛搞事的學生。                                                |
| 帕温·恭甲兰亚威（ภวินท์ กุลการัณยวิชญ์） Pawin Kulkaranyawich (Win)             | Bank（แบงค์） (第二季)   |                                                               |
| 差亚沙功·龙巴空（ชญษกร รองประโคน） Chayasakon Rongpakon (Kate)            | Boy（บอย） (第二季)    |                                                               |
| 威拉沙·素拉威（วิระศักดิ์ สุระวิทย์） Wirasak Surawit (Jay)                    | Benz（เบนช์） (第二季)   | 小名本瓦拉（เบนช์วรา），与橄榄三姐妹和男同學也有相處。                |

### 跨性別者组
| 演员                                                       | 角色              | 备注 |
| 蓬沙·阿沙威社（พงษ์ศักดิ์ อาษาวิเศษ） Pongsak Asawised (Horry)                 | Bell（เบลล์）          | 小名伊莎贝拉（อิสเบลล่า），橄榄三姐妹成員。菜市场店主的儿子，超级自信自己的美貌，实际上是一个善良的人。说话带有独特颤音，口头禅是“我美啊”。 |
| 阿努颂·西冲普（อนุสรณ์ ศรีชมภู） Anusron Srichomphoo (Polla)              | Pran（ปาน）          | 小名班莱卡（ปานเลขา），绝色派中最胖的成員，喜欢花痴。                                                                                     |
| 阿提·甲蒙他拉（อาทิตย์ กมุลทะรา） Athit Kamultara                          | A（）             | 小名埃尼甲（เอนิกา），橄榄三姐妹成員。擅长舞蹈，口头禅是“车塞卡”；父亲是一位长官，反对A的跨性別作风。第二季中被Jane取代。                |
| 乍杜拉威·保乌温（จตุรวิทย์ เภาอ้วน） Jaturawit Phoaaun (Benz)               | May（เมย์）           | 小名梅他瓦迪（เมธาวดี），橄榄三姐妹成員。特征是蘑菇头，母亲经营金店。                                                                     |
| 沙提·帕迪沙恭猜则伦（สาธิต ภัคดีสกุลชัยเจริญ） Satit Pakdeesakunchaijaroen (Beer) | Nut（นัท）           | 小名那特甲（ณัฐทริกา），绝色派成員。性格比较卑贱，招牌手势是左手手肘垫在右手的手背上。                                                     |
| 提拉瓦·勒瓦尼恭（ธีรวัฒน์ เลิศวานิชย์กุล） Thirawat Loetwanitkun (Ton)            | Yut（ยุทธ）           | 小名育他乍尼（ยุทธจารินี），绝色派成員。喜欢神秘的事物，会算命占卜；特征是梳中分发型，说话前习惯双手合十，带有清迈方言。                     |
| 差扬恭·赛甲章（ชยางกูร ใสกระจ่าง） Chayangkul Saikrajang (Pan)              | Pat（พัด）           | 小名帕他拉蓬（ภัทราภรณ์），女人树搭檔成員。非常相信鬼神，喜欢买彩票。特征是右手戴着一条白色的绳子。                                         |
| 诺格里·猜披迈（นพกฤษณ์ ฉายพิมาย） Noppakit Chaiphimai (Tal)                | So（โส）            | 小名索拉亚（โสรยา），女人树搭檔成員。是一名从乡下来到城市中读书的学生。                                                                 |
| 阿卡拉·迪多（อัคร ติดต่อ） Akkara Tidto (Tron)                        | Gunseen（กันซีน）       | 五星一陨帮統帥。第1季为高一1班学生，曾比喻13班学生为妖怪。                                                                         |
| 尼瓦·云永（นิวัฒน์ ยืนยงค์） Niwat Yuenyong (Lukped)                      | Jeednie（จี๊ดนี่）       | 五星一陨帮成員。特征是像两根路由器天线的发型和年老的面容，会弹乌克丽丽；第一季为1班学生，曾和13班的同学交朋友。                    |
| 那拉威·蓬索（นราวิชญ์ พรมโส） Narawich Promso (Fiw)                      | Chu（ชุ） (第二季)  | 小名楚迪玛（ชุติมา）。五星一陨帮成員，特征是冲天辫。                                                                                     |
| 普沙那沙·拉差达披西（ภูษณสัก รชตพิสิฐ） Phusanasak Rachataphisit (Shishay) | Jane（เจน） (第二季) | 小名曾素达（เจนสุดา）。橄榄三姐妹成員，第二季取代原来的A。                                                                                |
| 那他蓬·宗当冈（ณัฐพล จงตั้งกลาง） Nuttapon Jongtangklang (Pea)             | Dao（ดาว） (第二季)  | 小名杜道攀那赖（ดุจดาวพรรณราย）。五星一陨帮成員，特征是大脸。                                                                                   |
| 差瓦威·帕拉猜（ชวาลวิทย์ ภาระชัย） Chawanwit Parachai (Peach)               | Tha（ฐา） (第二季)  | 小名他巴尼（ฐาปนีย์），五星一陨帮成員。                                                                                                   |
| 巴拉瓦·素龙琅（ปลวัชร สุขรุ่งเรือง） Parawach Sukrungruang (Pruecksa)         | At（อัจ） (第二季)   | 小名阿差拉瓦迪（อัจฉราวดี），五星一陨帮成員。                                                                                               |

### 其他角色
| 演员                                | 角色    | 备注        |
| 瓦尼达·霍巴迪（วานิตา ฮวดประดิษฐ์） Wanita Huadpradit | Mam（แหม่ม） | Max的姐姐。 |

## 分班表
第一季
| New  | Peet | Frank | Jet |
| Tiw  | Wut  | Mit   | Max |
| Ko   | Boss | Big   | Nic |
| Bell | A    | May   | Yut |
| Pran | Nut  | So    | Pat |

第二季
| Wut | Tiw | Big  | Nic |
| Jet | Van | Mit  | Boy |
| Nut | Yut | Pran | So  |
| Pat |     |      |     |

| John  | Bank  | Ken    | Boss |
| Frank | Ko    | Toon   | Peet |
| Rung  | Ruang | Bell   | May  |
| Jane  | Benz  | Singha |      |

| Chris   | Noom    | Seua | Ton |
| Gunseen | Jeednie | Chu  | Tha |
| At      | Dao     |      |     |

## 拍摄

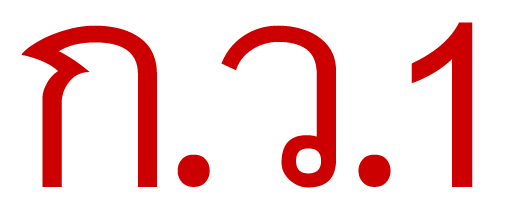
剧中校名简称

### 第一季
该剧实际为导演在早年学生时期时的故事，属于半自传作品。其中的角色Frank性格和经历与导演相似。
第一季试拍于2014年10月16日，后于2014年11月24日开拍，演员大多为泰国各地大学学生。New和Peet来自曼谷阿他威商业技术学院（วิทยาลัยเทคโนโลยีอรรถวิทย์พณิชยการ），Frank、Tiw、Wut和Boss来自孔敬大学，而Jet、Van和八位跨性别者学生等演员则来自玛哈沙拉堪大学。
《不一样的美男》第一季播出当时正逢2015年诗琳通公主60寿辰，因此在电视上播出时屏幕左上方有纪念公主寿辰的标志。同时在某些镜头画面中也会出现庆祝诗琳通公主60寿辰的纪念旗。

### 第二季
第二季于2015年9月开播，但New的演员差亚通因学业原因而没有出演，只有以客串形式在一两个场景中出现。
第二季原播出集数为24集，后由于审查原因而终止拍摄，导致第二季烂尾只播出前12集。泰国时间2017年4月1日晚上20:00，官方公布《不一样的美男》2.2季，即之前第二季的未播出片段，于Facebook Live和YouTube等网络平台播放；2017年4月29日，《不一样的美男》2.2季因剧情和拍摄原因终结，只播出了4集。

### 番外和电影版
2016年9月29日与BeautiFarm（美丽农场）美容霜合作，公布其20分钟的中文字幕特别篇，另外也有4分26秒的短版本；除New、Frank、Peet、Bell、Jeednie等几位老演员外，其他演员均为新人。
2016年8月28日宣布拍摄电影版；2017年1月16日于暹罗技术学院举行开机仪式，公布其名为《Destiny's Boy》。2017年10月16日，官方将《不一样的美男》电影版定于2018年上映，结果不明原因取消拍摄上映。

### 重制版
2024年2月，《不一样的美男》重制版于WeTV（腾讯视频海外版）上线。除老演员蓬沙·阿沙威社（Bell的扮演者）外，其余角色的扮演者均为新人。

### 取景地
该剧拍摄取景地位于泰国曼谷叻甲挽縣拉達那戈信頌朴叻甲邦學校（英語：Rattanakosin Somphot Lat Krabang School，泰語： 13°45′36″N 100°43′52″E / 13.760084°N 100.731052°E）。在剧中角色们所读学校称为“古叻瓦第一学院学校”，其中学校名称源于导演的名字。
剧中学校的名字简称为，该校学生的衬衫右胸处均绣有此红色的泰文缩写。

## 音乐原声
- 第一季
  - 片头曲：Danny Duberstein《前进运动》（Forward Motion）
  - 片尾曲：Dan Phillipson《超越梦想》（Beyond Dreams）

- 第二季
  - 片头曲：Danny Duberstein《前进运动》（Forward Motion）
  - 片尾曲：16March《活该》（สมน้ำหน้า）

## 迴響和評價

### 中国大陆
中文翻譯版由天府泰劇（现“喜翻译制组”）製作，Blued赞助，於彈幕視頻分享網站Bilibili发布；其翻譯內容逗趣和搞笑的台詞遭網友吐槽。同時，劇中部份演員誇張的表情、動作，再加上大量男同志間的劇情，閃瞎網友。此外劇中有一重大突破就是沒有女主角，取而代之為出現帥哥與帥哥之間多對的愛情關係（例如Jet和New），三角戀（例如Tiw，Frank和Wut）和跨性別同學們的小圈子和對罵，再配合各種重口味和撕逼台詞，被中國內地網友評為大量金句和高能的劇集。同時，部份內地網友認為此劇背景音樂重複情況較為嚴重，場景不夠多元化，故事的主線，分支不夠明顯。
天府泰剧曾于2014年12月3日发布了一条关于该剧的微博，当时暂译名为《我的朋友是人妖》；由于剧名中含有“人妖”一词不被广泛接受，经投票后最终剧名为《不一样的美男》。

### 泰国
该剧由于题材限制没有在泰国本地的主流电视台上播出，只有少数泰国人知道该剧，甚至居住在曼谷的华人也不了解。

## 轶事
- 在第一季第4集中，Yut在为Pran和Nut化妆，其Yut使用左手拿化妆笔；另外在第20集中，Yut用左手写字。
- 在第一季第6集中，出现了一个穿帮镜头（摄像机）。

## 脚注
1. ↑  生于1995年6月10日。
2. ↑  生于1997年8月25日。
3. ↑  生于1995年1月6日。
4. ↑  生于1997年5月19日。
5. ↑  生于1996年7月23日。
6. ↑  生于1992年8月9日。
7. ↑  生于1999年10月20日。
8. ↑  生于1998年5月15日。
9. ↑  生于1992年3月6日。
10. ↑  生于1999年12月29日。
11. ↑  生于1996年5月24日。
12. ↑  中文名林风龙，1995年9月23日生于普吉府。
13. ↑  生于1989年2月3日。
14. ↑  原名“3สาวโอลีฟ”，喜翻译制组翻译为“吉祥三婊”。
15. ↑  1994年10月30日出生于益梭通府，网名“Polla”。
16. ↑  原名“แก็งค์สวยเกินร้อย”，喜翻译制组翻译为“淡菊堂”。
17. ↑  网剧演员，1993年8月7日生于黎逸府。
18. ↑  原文“เชิดใส่ค่ะ”，本意为高昂着头面对他人，意为“懒得理你”。
19. ↑  1995年8月1日出生于乌汶府，网名为“Benuzs”。
20. ↑  生于1996年2月13日，网名“AjABeer”。
21. ↑  1996年3月9日出生于猜也奔府，网名“MadameTon”。
22. ↑  生于1993年6月18日。
23. ↑  原名“คู่หูนารีผล”，喜翻译制组翻译为“河马寨”。其中นารีผล是泰国神话中结出女人形状果实的树，类似《西游记》中的人参果。
24. ↑  1993年5月24日出生于呵叻府。
25. ↑  原名“แก็งค์ 5 สาวดาวกระจาย กับ 1 อุกาบาต”，喜翻译制组翻译为“天線堡”。
26. ↑  网络歌手，艺名“Your Duckling”，曾是兰甘亨大学校友。1978年3月16日出生于洛坤府。
27. ↑  曼谷人，出生于1996年1月22日。
28. ↑  此前坊间流传的第三季其实是2.2季。